# Cantarell
Le complexe de Cantarell est le plus grand champ pétrolier du Mexique. Il est situé en offshore à 80 km de la côte, dans la baie de Campêche. Le complexe comprend en réalité quatre grands champs : Akal, Nohocj, Chac et Kutz. À ces quatre gisements, il faut ajouter le « petit » (comparativement) Sihil découvert plus récemment. Le premier champ fut découvert en 1976.
En 1981, le complexe produisait 1,16 Mbbl/j. La production baissa ensuite pour atteindre 1 Mbbl/j en 1995. La Pemex commença à injecter de l'azote à partir de 1997, permettant ainsi à la production de remonter à 1,6 Mbbl/j en 2002 et à 2,2 Mbbl/j en 2004. Ainsi, il devint le deuxième producteur mondial, après Ghawar en Arabie saoudite.
Le 12 août 2004, Luis Ramírez Corzo, le directeur du département des explorations et de la production de la Pemex, annonça que la production allait diminuer à partir de 2006 à un rythme de 14 % par an. Il estima qu'en 2008, Cantarell ne produirait plus que 1 Mbbl/j. Ce déclin a commencé, le gisement ne produit plus que 1,8 Mbbl/j en mai 2006. En février 2007, le gisement a produit 1 570 000 barils par jour.
En juillet 2008, la production avait encore chuté jusqu'à atteindre  973 000 barils par jour. Cette chute rapide est notamment mise au compte de l'injection massive d'azote, qui augmente la production mais épuise le gisement plus rapidement.